# Wężówko
Wężówko [pronunciación en polaco: /vɛ̃ˈʐufkɔ/] (en alemán: Wensowken, 1938–1945 Wensen) es un pueblo en el distrito administrativo de Gmina Budry, dentro del condado de Węgorzewo, Voivodato de Varmia y Masuria, en el norte de Polonia, cerca de la frontera con el Óblast de Kaliningrado de Rusia. Se encuentra a unos 10 kilómetros al noroeste de Budry, 10 kilómetros al norte de Węgorzewo, y 101 kilómetros al noreste de la capital regional Olsztyn.